# Akzessorische Geschlechtsdrüse
Als akzessorische Geschlechtsdrüsen (von lateinisch accedere „hinzutreten“) bezeichnet man Drüsen, die entlang des Genitaltrakts ausgebildet sind. Sie sind somit zusätzlich zu den eigentlichen Geschlechtsdrüsen (Hoden und Eierstöcken) zu erwähnen.

## Männliche Säugetiere

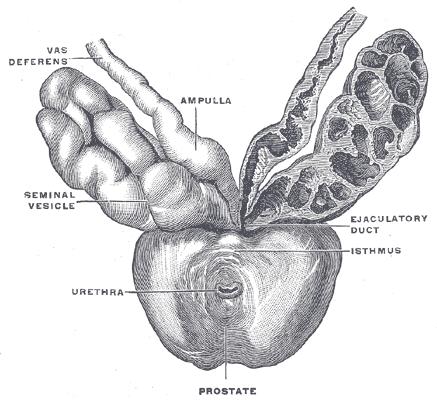
Prostata mit Samenbläschen, Glandula vesiculosa und Samengängen, Ductus seminalis von vorne und oben gesehen.

Bei den männlichen Säugetieren (einschließlich des Mannes) unterscheidet man prinzipiell vier akzessorische Geschlechtsdrüsen, wobei nicht alle bei jeder Spezies ausgebildet sind:
- Bulbourethraldrüse (Glandula bulbourethralis)
- Bläschendrüse (Glandula vesicularis)
- Samenleiterampulle (Ampulla ductus deferentis)
- Vorsteherdrüse (Prostata)

Die Ausführungsgänge dieser Drüsen münden in den Samenleiter (Samenleiterampulle) bzw. in das Beckenstück der Harnröhre (übrige).

### Funktion
Bei männlichen Säugetieren bildet deren Sekret das Seminalplasma, welches zusammen mit den Spermien des Hodens das Sperma (Ejakulat) bildet. Das Seminalplasma dient der Ernährung der Spermien und als Transportmedium. Die genaue Bedeutung einzelner Anteile ist nach wie vor unbekannt. Schwierig ist dies auch, weil die Zusammensetzung der Sekrete stark tierartlich differiert, ja einzelne Drüsen bei einigen Spezies auch ganz fehlen. Auch Variationen in Abhängigkeit von Jahreszeit, Ernährung etc. sind beschrieben. Außerdem sind auch Spermien ohne Seminalplasmazusatz prinzipiell befruchtungsfähig.
Das Sekret der Drüsen enthält unter anderem
- Enzyme (v. a. saure Phosphatase, Proteasen)
- Fruktose
- Immunglobuline
- Polyamine
- Prostaglandine
- Zink
- Zitronensäure

## Weibliche Säugetiere
Bei den weiblichen Säugetieren (einschließlich der Frau) sind Drüsen im Bereich des Scheidenvorhofs ausgebildet:
- Bartholinsche Drüse (Glandula vestibularis major)
- kleine Vorhofsdrüsen (Glandulae vestibulares minores)
- Paraurethraldrüse (Glandula paraurethralis, „weibliche Prostata“)

Die Bartholinsche Drüse wird der Bulbourethraldrüse, die Paraurethraldrüse der Prostata der männlichen Individuen gleichgesetzt.

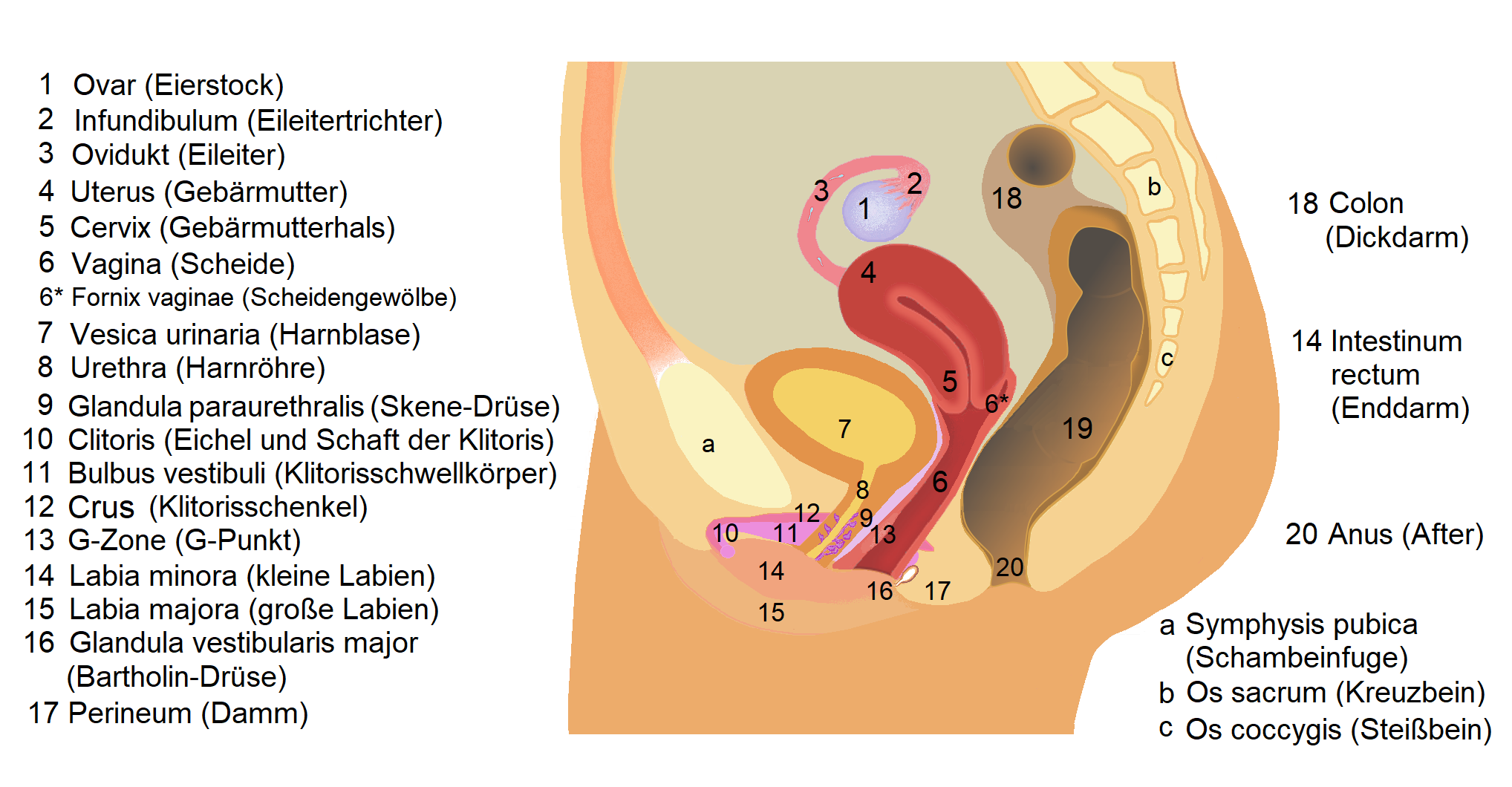
Übersichtsorientierung: Anatomie des weiblichen kleinen Beckens im Sagittalschnitt
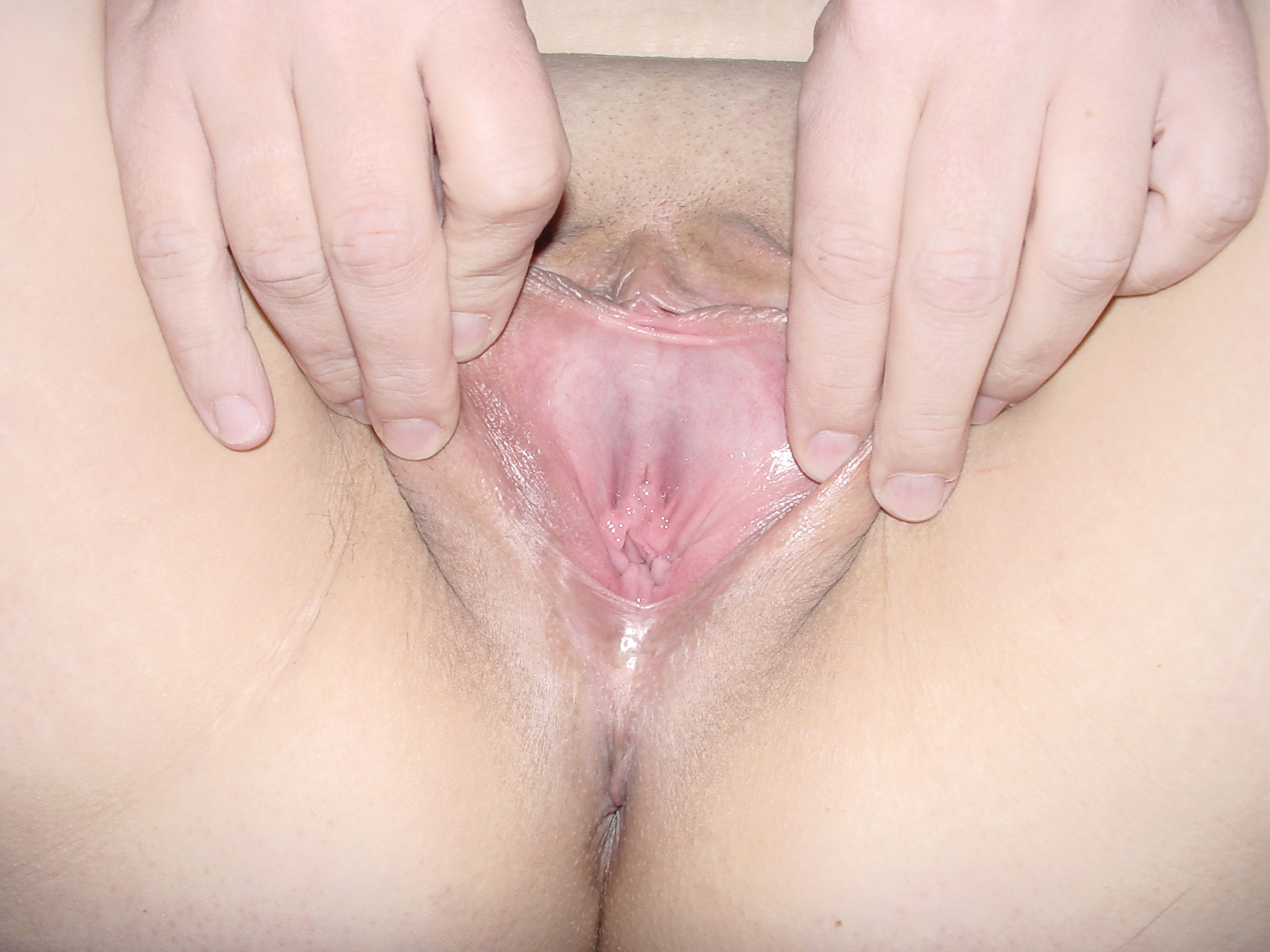
Digital gespreizte Vulva mit Blick auf die sich vorwölbende Mündung der weiblichen Harnröhre, Urethra feminina auch Meatus urethrae externus mit der Carina urethralis vaginae; seitlich jeweils beidseits werden die Mündungsöffnungen der Paraurethraldrüse (Skene-Drüse), Glandulae paraurethrales und darunter der Scheideneingang, Introitus vaginae sichtbar, dort jeweils seitlich die Mündungen der Bartholinschen Drüsen (Glandula vestibularis major) (auf Abbildung nicht sichtbar)
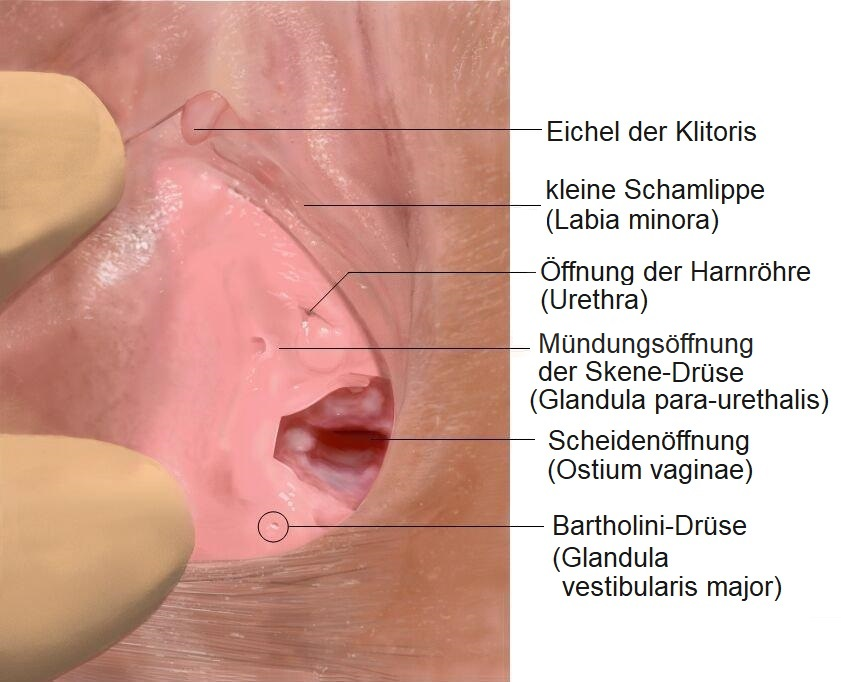
Scheidenvorhof (Vestibulum vaginae) mit Mündungsöffnungen der verschiedenen Drüsen